# Печерний жук Гохенварта
Печерний жук Гохенварта (Leptodirus hochenwartii) — це печерний жук родини Leiodidae і єдиний вид у роді Leptodirus. Це справжній троглобіт, ендемічний для словенських, хорватських і, частково, італійських печер.

## Біологія та екологія
L. hochenwartii — справжній троглобіт, пристосований до підземного життя і нездатний вижити у зовнішньому середовищі. Як наслідок, він володіє типовими троглобіотичними ознаками, такими як витягнуті ноги і антени, відсутність крил, відсутність пігменту в шкірному покриві, а також анофтальмія (відсутність очей). Тим не менш, найбільш яскравими рисами є тонка грудна клітка, звідси специфічна назва (leptos = стрункий, deiros = шия), і куполоподібні надкрила, які повністю покривають живіт і надають тварині своєрідний круглий вигляд. Така адаптація (так звана «помилкова фізична травма») дозволяє тварині зберігати вологість повітря під льодом і використовувати його для дихання в більш сухих зонах. Ще однією типовою особливістю є специфічний рецептор (орган Хаманна) на антенах, який допомагає тварині сприймати рівень вологості повітря.
Вона живе переважно у великих і холодних печерах, де температура не перевищує 12 °C.. Її екологія в значній мірі невідома, але бачили, як вони живляться на органічному матеріалі, як тваринного, так і рослинного походження, які надходять із зовнішнього середовища через просочувану воду або гуано птахів або кажанів, а також туші різних печерних тварин [7]. Ще менше відомо про його біологічний життєвий цикл. Єдине дослідження, проведене на L. hochenwartii досі, показало, що самки відкладають невелику кількість відносно великих яєць, які тривалий час розвиваються. Кількість личиночних віків зводиться лише до однієї, а личинки не харчуються до линьки. Максимальний період активності дорослих ще невідомий. Як звичайно в троглобітах, стабільність навколишнього середовища і відсутність сонячного світла призвели до втрати циркадного ритму, тоді як сезонний ритм залежить від структури опадів.

## Історія досліджень

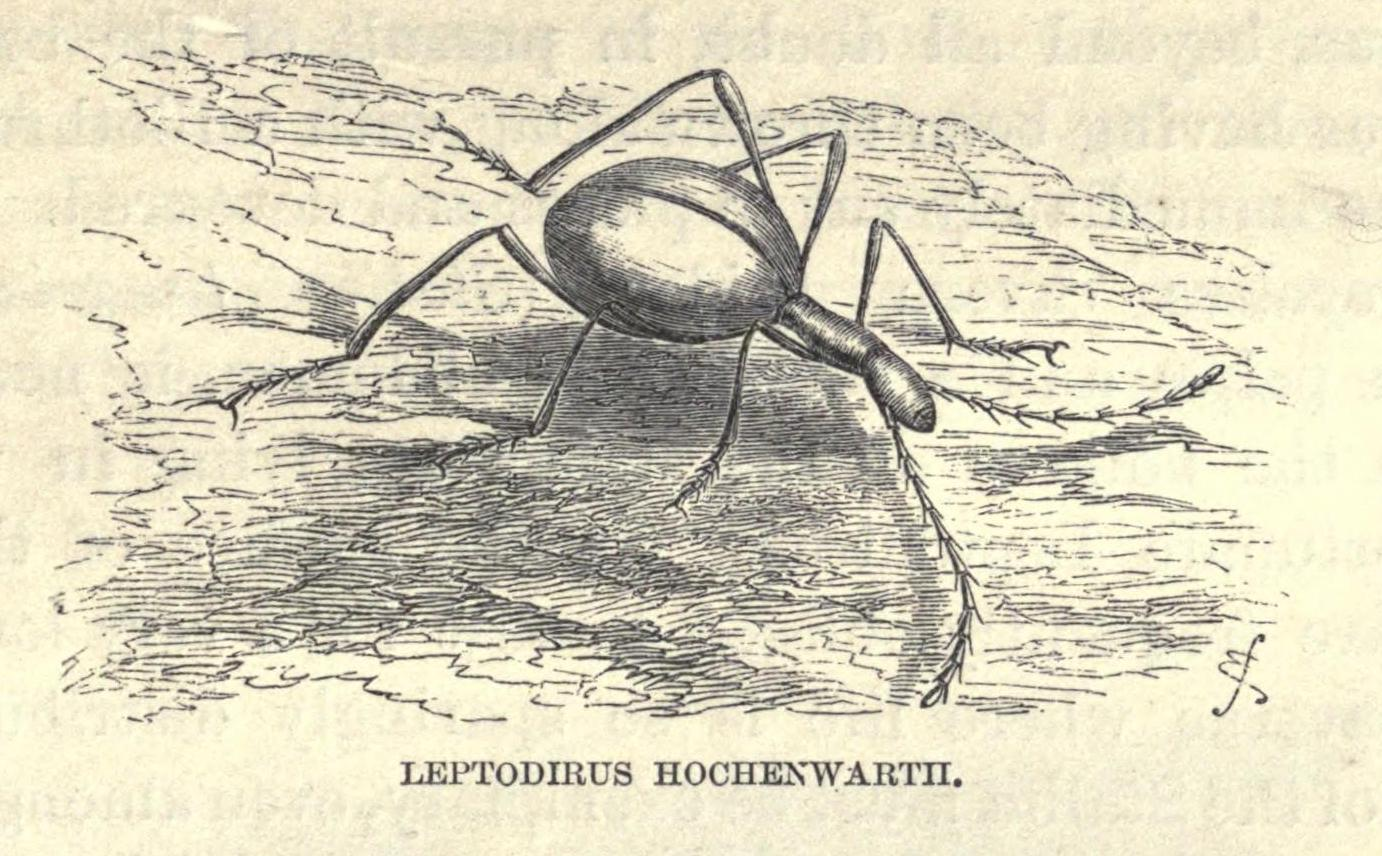
L. hochenwartii в літографії 1871 р.

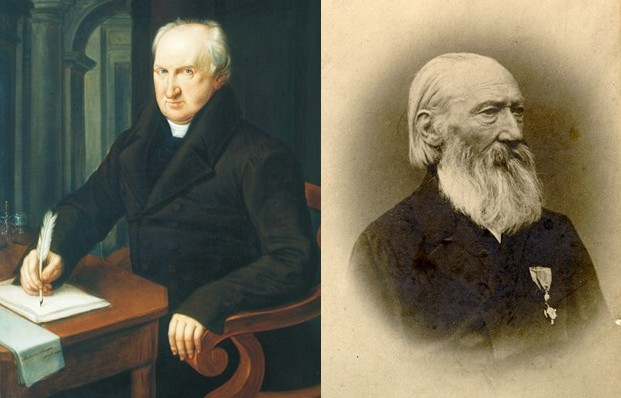
Портрети Франца фон Хохенварта і Фердинанда Дж. Шмідта (Любляна, Національний музей Словенії).

Тварину вперше виявив в 1831 році Лука Чеч, помічник палія лам в системі Постойнска-Яма на південно-заході Словенії, коли досліджував нові внутрішні печерні частини, виявлені за рік до цього. Він дав зразок графу Франсу фон Хохенварту, який був не в змозі визначити вид, і дав його в свою чергу Фердінанду Йозефу Шмідту, натуралісту і ентомологу з Любляни. Шмідт визнав жука як новий вид і описав його у статті під назвою Beitrag zu Krain's Fauna («Вклад у фауну Крайни»), що з'явився в газеті  Illyrisches Blatt . Він назвав його «Leptodirus» (що означає «струнка шия»)  hochenwartii  за донором, а також дав йому словенську назву словен. drobnovratnik і нім. Enghalskäfer, обидві пов'язані з його типовою стрункою грудної клітини. Стаття представляє перше формальне опис печерної тварини, починаючи з європейського протея ( Proteus anguinus ), описаного в 1768 році Йозефом Ніколаусом Лауренті, який не був визнаний як печерна тварина в той час. У 1856 р. російський ентомолог Віктор Мочульський описав новий вид Leptodirus, названий L. schmidti , в даний час визнаний як підвид  L. hochenwartii 
Подальші дослідження Шмідта та інших натуралістів виявили ще невідомі раніше печерних мешканців, що викликало значний інтерес у печерних дослідників. З цієї причини відкриття  L. hochenwartii  (разом з європейським протеєм) вважається відправною точкою біоспелеології як наукової дисципліни.

## Таксономія і ареал проживання

Приблизний ареал проживання L. hochenwartii в Динарських Альпах

L. hochenwartii  є єдиним видом роду  Leptodirus . Це ендемік в західних Динарських Альпах, від Внутрішньої Крайни (Словенія) на північ до Велебиту (Хорватія) на південь. Шість підвидів в даний час визнані в цьому ареалі проживання: 
- L. hochenwartii hochenwartii   Schmidt , 1832
- L. hochenwartii schmidti  ( Motschoulsky , 1856)
- L. hochenwartii reticulatus   J. Мюллер , 1906
- L. hochenwartii pretneri   Мюллер , 1926
- L. hochenwartii croaticus   Pretner , 1955
- L. hochenwartii velebiticus   Pretner , 1970[2][7]

З них два підвидів ( hochenwartii  і  schmidti ) знаходяться тільки в Словенії, а три ( pretneri ,  croaticus  і  velebiticus ) знаходяться тільки в Хорватії. Підвид  L. h. reticulatus  знаходиться в Словенії, Хорватії і в Красі (Істрія), де був знайдений в Grotta Noè.

## Збереження
Хоча Міжнародний союз охорони природи не оцінив природоохоронний статус, через його обмежений ареал проживання і повільне розмноження,  L. hochenwartii  вважається рідкісним і уразливим видом, незважаючи на те, що індивідуальна щільність в деяких печерах може бути високою. Основними загрозами є незаконний і масовий збір та забруднення печер. Як наслідок, вид включений до словенського Червоного списку видів під загрозою (категорія R). Крім того, він включений до Додатку II до Оселищної Директиви Європейського Союзу (92/43/EEC). На цій підставі в Словенії створено 15 зон збереження (pSCI), які включають більшість відомих місцевостей.

## Нотатки
1. ↑  Назва є джерелом деякої плутанини; жук спочатку називався Leptodirus Hochenwartii, але специфічна назва лінгвістично неправильна, і є кілька варіантів написання імені особи, якій вона була названа. Тому багато джерел пишуть його як hohenwarti.
2. ↑   Точний статус декількох підвидів є проблематичним для визначення, оскільки зразки можуть істотно відрізнятися за фізичними характеристиками навіть у межах однієї популяції.